# Of Myths and Legends
Of Myths and Legends è il terzo album in studio della black metal tedesca Black Messiah.

## Tracce
1. In Remembrance – 2:01
2. Of Myths and Legends – 5:57
3. Irminsul – 5:21
4. Father of War – 6:21
5. Sauflied – 4:13
6. Howl of the Wolves – 4:03
7. Erik, Der Rote – 6:08
8. Lokis Tanz – 2:07
9. Die Sühne Des Feuerbringers – 6:19
10. Moskau – 4:45
11. The Bestial Hunt Of The Fenrizwolf – 4:29

## Formazione
- Zagan - voce, chitarra, violino e mandolino
- Meldric - chitarra
- Garm - basso
- Surthur - batteria
- Zoran Novak - chitarra
- Hrym - tastiere